# Platysaurus monotropis
Platysaurus monotropis (оранжевогорла пласка ящірка) — вид ящірок родини поясохвостів (Cordylidae). Ендемік Південно-Африканської Республіки.

## Поширення і екологія
Оранжевогорлі пласкі ящірки мешкають в горах Блуберг і на плато Макгабенг в провінції Лімпопо. Вони живуть в тріщинах серед скель, оточених саванами.

## Збереження
МСОП класифікує стан збереження цього виду як близький до загрозливого. Platysaurus monotropis загрожує знищення природного середовища.